# Protopresbítero
Protopresbítero é o mais alto título de presbítero do clero branco (clero casado) em algumas Igrejas ortodoxas, em outras é análogo a arcipreste. É equivalente a dignidade monástica de higúmeno.[carece de fontes?]
É um prêmio geralmente concedido a sacerdotes experientes, que por muito tempo foram responsáveis por seu serviço sacerdotal em benefício dos fiéis. Não é um grau separado de sacerdócio, mas o status mais alto de um sacerdote no clero branco, assim como arquimandrita é o estatuto mais alto de um presbítero no clero negro (monásticos). Os Protopresbíteros têm direito ao uso de epigonácio, além do epitraquélio, do felônio e do cinto.[carece de fontes?]
Existe outro título honorário, o protopresbítero estauróforo, ou seja, o protopresbítero com direito a usar cruz peitoral. Na tradição russa, também existe uma dignidade especial de protopresbítero, o mitróforo, ou seja, protopresbítero com direito a usar uma mitra.